# Лаврова, Наталья Александровна
Ната́лья Алекса́ндровна Лавро́ва (4 августа 1984, Пенза — 23 апреля 2010, Пензенская область) — российская гимнастка, четырёхкратная чемпионка Европы, пятикратная чемпионка мира, первая двукратная олимпийская чемпионка по художественной гимнастике в групповых упражнениях (кроме неё этого позднее добились Елена Посевина и Анастасия Близнюк в групповых упражнениях, а также Евгения Канаева в личном многоборье). Первая гимнастка, которой удалось выиграть Олимпийские игры в 16 лет. Заслуженный мастер спорта России (2000), тренер сборной России по художественной гимнастике.

## Биография
Наталья Лаврова родилась 4 августа 1984 года в Пензе. Стала заниматься спортом в возрасте 5 лет, первый тренер — Ольга Стебенева.
Обучалась в пензенской средней школе № 75. Окончила Пензенский государственный педагогический университет имени В. Г. Белинского.
В сборной команде России по художественной гимнастике с 1998 года. Тренер — Татьяна Васильева. В 1999 году на чемпионате мира заняла 1-е место в групповых упражнениях.
30 сентября 2000 года на Олимпийских играх в Сиднее (Австралия) завоевала золотую медаль в соревнованиях по художественной гимнастике в групповых упражнениях. В 2004 году в Афинах Наталья снова завоевала золотую медаль, став первой двукратной олимпийской чемпионкой по художественной гимнастике.
Неоднократный победитель международных соревнований серии Гран-при в групповых упражнениях.
Была главным тренером спортклуба «Динамо» по художественной гимнастике, а также тренером центра олимпийской подготовки по художественной гимнастике.
23 апреля 2010 года на 26-м году жизни погибла в автокатастрофе под Пензой на автодороге Пенза — Шемышейка вместе со своей младшей сестрой 23-летней Ольгой. Авария произошла в 10:00 МСК, за рулём ВАЗ-2114 находилась сестра чемпионки. Автомобиль, в котором ехала Лаврова, занесло на встречную полосу, где он врезался в автомобиль марки Mazda. От удара машину Лавровой выбросило с дороги, после чего машина загорелась. Сестра Лавровой также погибла на месте ДТП.
Наталья и Ольга похоронены вместе на Аллее славы Новозападного кладбища Пензы.

Памятник на могиле Натальи Лавровой и её сестры на Аллее славы Новозападного кладбища Пензы

## Награды
- Орден Почёта — За большой вклад в развитие физической культуры и спорта, высокие спортивные достижения на Играх XXVIII Олимпиады 2004 года в Афинах[6]
- Орден Дружбы — За большой вклад в развитие физической культуры и спорта и высокие спортивные достижения на Играх XXVII Олимпиады 2000 года в Сиднее[7]

## Память
- 24 июня 2011 года решением Пензенской городской Думы № 657-29/5 одной из новых улиц в Первомайском районе города Пензы было присвоено наименование «Улица Лавровой». Эта улица располагается в районе улицы Брестской в «Сурском квартале» по пути следования автомобильной дороги Пенза — Шемышейка.
- С 19 по 21 октября 2012 года в пензенском дворце спорта «Буртасы» прошёл 3-й Всероссийский турнир по художественной гимнастике в групповых упражнениях на кубок двукратной олимпийской чемпионки Натальи Лавровой.[8]
- 26 апреля 2010 года власти Пензы заявили, что в городе будет установлен памятник погибшей двукратной олимпийской чемпионке.